# 彭桥镇
彭桥镇，是中华人民共和国河南省南阳市邓州市下辖的一个乡镇级行政单位。

## 行政区划
彭桥镇下辖以下地区：
彭桥社区、严岗村、刘山村、赵河村、孙祁村、中楼村、丁南村、丁北村、赵建岗村、柏林村、高营村、时家村、郭庙村、丁冲村、林山村、绳岗村、禹南村、庙湾村、南岗村、陈堰村和三和村。